# Эванс, Билл (пианист)
Билл Эванс (William John Evans; 16 августа 1929, Плейнфилд, Нью-Джерси — 15 сентября 1980, Нью-Йорк, штат Нью-Йорк) — американский джазовый пианист и композитор. Он был первым, кто сумел соединить воедино несколько стилей, успешно используя интонации мультикультурной этники, классики и джаза, переплел их элементы, концепции и ритмы.
Билл Эванс — один из наиболее значимых джазовых пианистов XX века, известный даже среди не джазовой аудитории своими тонкими интерпретациями баллад. Эванс оказал значительное влияние на развитие фортепианного трио и камерного джаза.
Отличительные качества стиля Эванса — ритмическая свобода и изящество импровизаций. Пианист Чик Кориа писал: «Ценность Билла Эванса невозможно измерить ни по одной шкале.»

## Биография

### Семья
Билл Эванс был младшим из трёх братьев, его мать была украинкой из семьи шахтёров, отец имел валлийское происхождение. Семья матери иммигрировала в США из Украины; часть своего детства она провела в детском доме, затем жила в Мэйфилд (штат Пенсильвания). Мария Сорока (12 февраля 1896 — 5 апреля 1977), мать Билла, была глубоко верующей православной христианкой и пела в церкви, в хоре акапелла, а также играла дома на пианино и учила музыке детей. Отец, Харри Леон Эванс (англ. Harry Leon Evans, 16 июля 1891 — январь 1966), родом из Филадельфии, был протестантом и работал управляющим поля для гольфа.

### Образование
Эванс учился классической игре на фортепиано и успешно играл концерты Рахманинова и Бетховена, но ему больше нравился джаз. При этом в своих джазовых импровизациях он использовал и классические каденции. Его любимыми классическими композиторами были Равель, Дебюсси и Шопен. На выпускном экзамене по фортепиано Билл Эванс исполнил Третий Концерт Бетховена для фортепиано с оркестром. Также Эванс изучал эстетику и философию, в частности дзен.

### Карьера и жизнь
В 1950 году по окончании музыкального факультета Юго-Восточного университета штата Луизиана (в г. Хаммонд) Эванс получил диплом концертного (академического) пианиста и преподавателя фортепиано. Свою джазовую профессиональную карьеру он начал с гитаристом Манделом Лоу и контрабасистом Редом Митчелом.
Призванный в армию Эванс продолжил играть, но уже в военном оркестре Филдса Херби. Об этом времени сам музыкант вспоминал неохотно, армия оказалась сложным испытанием для свободолюбивого молодого мужчины и оставила неприятные воспоминания на всю жизнь. Близко знавшие Эванса говорили, что именно армейский период способствовал приему наркотиков, и, как следствию, раннему уходу из жизни. После непростых армейских лет музыкант впервые появляется на сцене Нью-Йорка только в 1956 году, в паре с кларнетистом Тони Скоттом. Тогда он в составе трио записывает первый альбом «New Jazz Conceptions». Именно Скотт представил Эванса широкой публике, после того как услышал его и пришел в восторг от таланта молодого исполнителя.

### Успех у Майлза Дэвиса
В период участия в секстете Майлза Дэвиса Эванс играл с лучшими музыкантами, но испытывал постоянное давление. Многие чёрные музыканты были недовольны тем, что белый пианист играет и зарабатывает, в то время как они остаются без работы. Майлз Дэвис на это ответил, что, по его мнению, Эванс был просто лучшим пианистом.
Но с Дэвисом Эванс играл недолго, он участвовал в нескольких концертах и записях конца 50-х (например, альбом «1958 Miles» и получивший огромную известность «Kind of Blue»). Тем не менее, за время работы с Дэвисом он получил сильный импульс к созданию будущего шедевра «Blue in Green», стоящего в одном ряду с его наиболее известной композицией «Waltz for Debby».

### Создание трио
Билл Эванс участвовал в становлении и развитии жанра джазового трио. Одновременно с такими звездами джаза, как Оскар Питерсон (Канада) и Джордж Ширинг (Англия), Билл Эванс — один из создателей современного камерного джазового жанра — «piano trio». Благодаря активной концертной работе Эванса в 50-х, 60-х и 70-х годах и успехам многочисленных студийных и концертных альбомов Эванса окончательно сформировался жанр современного фортепианного трио, а также оформился и стиль игры ведущего пианиста-импровизатора и солирующих наравне с ним контрабасиста и барабанщика. Трио Билла Эванса является общепризнанным мировым стандартом.
В 1962 Эванс вновь появился на джазовой сцене с новым басистом Чаком Израэлсом и барабанщиком Ларри Банкером — этот состав трио Билла Эванса стал всемирно знаменитым после триумфальных концертов на нескольких международных фестивалях, а запись Эванса на фестивале в Монтрё (Швейцария) получила премию Грэмми за лучшее исполнение импровизаций в джазовом ансамбле.
Редкие по красоте звучания альбомы Эванс записал в дуэте с гитаристом Джимом Холлом. Эти альбомы вошли в историю как пример тихой джазовой музыки с особо утонченными импровизациями и изощрённой гармонией. Гитара и рояль в этих дуэтах ведут тихий и тонкий диалог — пианист задаёт тему беседы, а гитарист отвечает глубокими и законченными фразами. Сотрудничество Эванса и Холла стало ярчайшим примером для подражания и вызвало волну последователей, одним из последних примеров стал альбом Пэта Мэтини и Брэда Мелдау в духе Эванса — Холла.
В последующие годы Эванс продолжал выступления и записи с различными трио, включающими в разное время басистов Чака Израэлса (1962—1965), Гари Пикока (1963), Эдди Гомеса (1966—1977), Марка Джонсона (1978—1980) и барабанщиков Моушена (1959—1962), Ларри Банкера (1963—1965), Филли Джо Джонса (1967), Джека ДеДжонетта (1968), Марти Морелла (1969—1975), Элиота Зигмунда (1975—1978) и Джо ЛаБарбера (1979—1980).

### Сольные альбомы
После успеха в жанре трио Эванс стал экспериментировать в студии и в 1963 и 1966 годах записал два сольных альбома, используя возможности студийной аппаратуры для многократного наложения собственных записей на рояле и других инструментах.
Билл Эванс стал одним из первых, кто после студийных попыток Штокхаузена решился на эксперименты с многоканальными сольными звукозаписями. Он во многом технически и композиционно опередил похожие работы Битлз и Джона Леннона. Именно эти эксперименты подтолкнули музыканта к созданию сольных альбомов Conversations with Myself (1963) и Further Conversations with Myself три года спустя. На этих записях Эванс играет дуэтом сам с собой с помощью эффекта наложения, который стал классикой и примером для обучения последующих поколений исполнителей.
В 1968 году Билл Эванс, используя рояль «Стейнвей», записал один из лучших своих альбомов — «Alone», в котором использовал мелодии самых известных песен из репертуара Барбары Страйзанд, Тони Беннетта и др. В импровизациях Эванса известные мелодии звучали настолько необычно, что альбом стал платиновым и был лидером продаж и в том же году получил награду Грэмми. В 1975 году Эванс повторил сольный эксперимент, создав альбом «Alone again».

### Дуэты
Вместе с эстрадным певцом Тони Беннеттом Эванс в 1970-х годах записал два альбома популярных песен из кинофильмов. Дуэт Беннетта и Эванса просуществовал несколько лет и имел большой успех, не уступая в конкуренции в то время, когда уже ушли The Beatles и на смену пришли другие музыкальные стили. Беннетт и Эванс создали интимное камерное звучание и мастерски использовали популярные песни и кинохиты как для продвижения собственной карьеры, так и для обогащения известных песен своими аранжировками.
В поздний период творчестве Эванс работал также в дуэте с бельгийским джазовым музыкантом Тутсом Тилемансом, в котором Тилеманс играл на губной гармонике, а Эванс — на электропиано. Результатом совместной работы стал экспериментальный альбом Эванса «Affinity», выпущенный фирмой Warner Bros. в 1979 году.
В 1980 году Эванс, в сопровождении контрабасиста Марка Джонсона и барабанщика Джо ЛаБарбера, провёл свой последний тур по Европе.

### Болезнь и смерть
В конце 1970-х годов Эванс избавился от героиновой зависимости с помощью метадона, но затем пристрастился к кокаину, который принимал ежедневно; кроме того, добровольно бросил лечение от хронического гепатита. 15 сентября 1980 года Эванс, несколько дней пролежавший в постели с болями желудка в своем доме в Форт-Ли, был доставлен в больницу «Маунт-Синай» в Нью-Йорке, где умер тем же днем. Причиной смерти стало сочетание язвы желудка, цирроза, бронхиальной пневмонии и недолеченного гепатита. Похоронен в Батон-Руж, рядом со своим братом Гарри, 19 сентября.

## Влияние на музыку и современную культуру
Билл Эванс остаётся одним из самых влиятельных и цитируемых пианистов в стиле джаза и популярной музыки, а его имя является одним из самых часто упоминаемых среди пианистов-импровизаторов. Его творческое новаторство — в создании новых концепций гармонии и ритма а также умение соединить несколько разных стилей воедино и органично использовать элементы джаза и классики вместе с этническими и мультикультурными интонациями.
Билл Эванс — один из первых пианистов, кто сольно экспериментировал с многоканальной звукозаписью в духе студийных экспериментов Штокхаузена. Он во многом опередил и предвосхитил похожие студийные работы Джона Леннона и Битлз. Он впервые начал играть дуэтом сам с собой при помощи наложения звуковых дорожек. На этом приеме позже учились несколько поколений музыкантов.
Эванс — один из создателей современного джазового стиля — «piano trio»; импровизатор и мелодист признанный как классическими музыкантами, так и популярными звездами — его записи называют среди любимых такие исполнители, как классический пианист Жан Ив Тибоде и популярный певец и композитор Стинг. Эванса считают своим учителем признанные мастера-пианисты Чик Кориа, Херби Хэнкок, Адам Макович, Дэнни Цейтлин, Лайл Мэйс и Кит Джарретт, а также гитаристы Джон Маклафлин и Пэт Мэтини
Использование стиля и приёмов игры Эванса продолжают такие музыканты как Билл Шарлап, Брэд Мелдау и многие другие.
Эвансу и его музыкальному стилю посвятили свои сочинения сольные альбомы и концерты Майлз Дэвис, Махавишну, записавший гитарные вариации в стиле фортепианных импровизаций Эванса, Пат Метени и многие другие, а в 2003 году классический пианист Жан Ив Тибоде записал альбом пьес Билла Эванса, исполненных в кросс-жанре классики и джаза.
Билл Эванс был тридцать один раз номинирован на премию Грэмми и получил её семь раз. Внесён навечно в джазовый пантеон славы.
В 1994 году Билл Эванс получил ещё одну награду Грэмми в признание его вклада в мировую музыкальную культуру — посмертно.

## Дискография

### Альбомы
- 1956 New Jazz Conceptions / Original Jazz
- 1958 Everybody Digs Bill Evans / Original Jazz
- 1959 The Ivory Hunters / United Artists
- 1959 Portrait in Jazz / Original Jazz
- 1961 Nirvana / Atlantic
- 1961 Sunday at the Village Vanguard (live) / Original Jazz
- 1961 Explorations / Original Jazz
- 1961 More from the Vanguard / Milestone
- 1961 Waltz for Debby / Original Jazz
- 1962 Undercurrent / Blue Note Records
- 1962 Empathy / Verve
- 1962 How My Heart Sings! / Original Jazz
- 1962 Moon Beams / Original Jazz
- 1963 Interplay / Riverside
- 1963 V.I.P.S Theme Plus Others / MGM
- 1963 Bill Evans Trio at Shelly’s Manne-Hole / Original Jazz
- 1963 Conversations with Myself / Verve
- 1963 The Solo Sessions, Vol. 1 / Milestone
- 1963 The Solo Sessions, Vol. 2 / Milestone
- 1963 Time Remembered / Milestone
- 1963 Trio '64 / Verve
- 1964 Trio Live / Verve
- 1964 Waltz for Debby / Philips
- 1965 Bill Evans Trio with Symphony Orchestra / Verve
- 1965 Trio '65 / Verve
- 1966 A Simple Matter of Conviction / Verve
- 1966 Bill Evans at Town Hall / Verve
- 1966 Intermodulation / Verve
- 1967 California, Here I Come / Verve
- 1967 Further Conversations with Myself / Verve
- 1968 Bill Evans at the Montreux Jazz Festival (live) / Verve
- 1968 Bill Evans Alone / Verve
- 1969 What’s New / Verve
- 1969 Alone / Verve
- 1970 Montreaux, Vol. 2 / CTI
- 1970 From Left to Right / MGM
- 1971 Bill Evans Album / Columbia
- 1972 Living Time / Columbia
- 1973 The Tokyo Concert (live) / Original Jazz
- 1973 From the Seventies / Fantasy
- 1974 Symbiosis / Verve
- 1974 Intuition / Original Jazz
- 1974 Re: Person I Knew / Original Jazz
- 1974 Since We Met / Original Jazz
- 1975 Alone (Again) / Fantasy
- 1975 Eloquence / Fantasy
- 1975 Montreaux, Vol. 3 (live) / Original Jazz
- 1975 The Tony Bennett/Bill Evans Album / Original Jazz
- 1975 On Green Dolphin Street / Milestone
- 1976 Quintessence / Original Jazz
- 1977 Cross-Currents / Original Jazz
- 1977 You Must Believe in Spring / Warner Bros.
- 1978 New Conversations / Warner Bros.
- 1979 Paris Concert, Edition Two (live) / Elektra
- 1979 I Will Say Goodbye / Original Jazz
- 1979 Paris Concert, Edition One (live) / Elektra
- 1979 We Will Meet Again / Warner Bros.
- 1979 Affinity[англ.] / Warner Bros. (совместно с Т. Тилемансом)

### Сборники, компиляции
- 1956 Conception / Milestone
- 1956 The Complete Riverside Recordings (1956-63)… / Riversidex
- 1956 Jazz Showcase / Original Jazz
- 1958 Peace Piece and Other Pieces / Milestone
- 1959 Spring Leaves / Milestone
- 1960 The 1960 Birdland Sessions (live) / Cool N' Blue
- 1961 The Bill Evans Trio at the Village Vanguard (live) / Riverside Records
- 1961 Village Vanguard Sessions (live) / Milestone
- 1961 At the Village Vanguard (live) / Fantasy
- 1962 Compact Jazz: Bill Evans / Verve
- 1962 Empathy/A Simple Matter of Conviction / Verve
- 1962 Interplay Sessions / Original Jazz
- 1964 The Best of Bill Evans Live on Verve / Verve
- 1965 Time to Remember (Live in Europe 1965—1972) / Natasha
- 1965 Hollywood, California
- 1965 Paris (1965) / Royal Jazz
- 1966 The Best of Bill Evans / Verve
- 1966 The Secret Sessions (live) / Milestonex
- 1969 Jazzhouse / Milestone
- 1969 You’re Gonna Hear from / MeMilestone
- 1972 Live in Paris, Vol. 1 / France’s Conce
- 1972 Live in Paris, Vol. 2 / France’s Conce
- 1972 Live in Paris, Vol. 3 / France’s Conce
- 1972 Yesterday I Heard the Rain / Bandstand
- 1973 The Complete Fantasy Recordings / Fantasyx
- 1974 But Beautiful (live) / Milestone
- 1974 The Canadian Concert of Bill Evans (live) / Can-Am
- 1974 Blue in Green (live) / Milestone
- 1975 Live in Switzerland (1975) / Jazz Helvet
- 1975 With Monica Zetterlund (live) / West Wind
- 1976 Trio / Verve
- 1976 Together Again Nelson
- 1977 Second Trio / Milestone
- 1979 Live in Buenos Aires, 1979 / West Wind
- 1979 Live in Buenos Aires, Vol. 2 / Jazz Lab
- 1979 Live at the Balboa Jazz Club, Vol. 1 / Jazz Lab
- 1979 Live at the Balboa Jazz Club, Vol. 2 / Jazz Lab
- 1980 Consecration, Vol. 1 / Timeless
- 1980 Consecration, Vol. 2 / Timeless
- 1980 The Brilliant (live) / Timeless
- 1980 Turn Out the Stars: Final Village Vanguard… / Warner Brotherx
- 1980 Letter to Evan (live) / Dreyfus
- 1980 Turn Out the Stars (live) / Dreyfus
- 1990 Altanta All Star Quartet Plays Bill Evans (live) / Antelope
- 1992 Tribute / Avion
- 1992 Loose Blues / Milestone
- 1993 Jazz 'Round Midnight / Verve
- 1994 Live in Tokyo / Tristar
- 1994 Verve Jazz Masters 5: Bill Evans / Verve
- 1995 The Best of Verve / Verve
- 1996 His Last Concert in Germany (live) / Westwind
- 1996 Artist’s Choice: Highlights from Turn Out… (live) / Warner Brother
- 1996 Autumn Leaves (Jazz Hour) (live) / Jazz Hour
- 1997 The Complete Bill Evans on Verve / Verve
- 1998 Ultimate Bill Evans / Polygram
- 1998 Piano Player / Legacy/Columbi
- 1998 Half Moon Bay (live) / Milestone
- 1998 Autumn Leaves (Giants of Jazz) / Giants of Jazz
- 1998 Since We Met (Japan) (live) / Import
- 1998 Intuition (Japan) / Import
- 1998 Montreaux, Vol. 3 (Japan) (live) / Import
- 1998 Alone (Again) (Japan) / Import
- 1998 Quintessence (Japan) / Import
- 1998 I Will Say Goodbye (Japan) / Import
- 1999 Quiet Now: Never Let Me Go / Polygram
- 1999 Homecoming (live) / Milestone
- 1999 Forever / JVC Japan
- 2000 Immortal Concerts: Waltz for Debby/Village… (live)
- 2000 Les Incontournables Wea / Internatio
- Jazz Opera Presents the Bill Evans Memorial…
- Quiet Now / Charly
- My Romance / Zeta
- The Paris Concert (live) / Fantasy
- Last Live in Europe / West Wind
- Consecration/The Last Complete Collection / Alfax
- Bill Evans — Trio — Duo / Verve